# Lavlji brežuljak
Lavlji brežuljak, Lavlji nasip ili Lavlji humak (fran. Butte du Lion, niz. Leeuw van Waterloo) je veliki umjetni stožasti brežuljak koji se nalazi u blizini mjesta gdje se odvijala Bitka kod Waterlooa, u spomen na ranjavanje nizozemskog princa Vilima II. u rame od zrna muškete. Gradnju je naredio njegov otac, nizozemski kralj Vilim I. 1820., a gradnja je završena 1826.
Spomenik je osmislio kraljevski arhitekt Charles Van der Straeten, prema nalogu nizozemskog kralja Vilim I. Nadahnuće je proizašlo iz ideje inženjera Jean-Baptiste Vifquaina, koji je više razmišljao o simbolu pobjede ujedinjenih saveznika, nego o simbolu za pojedinca. Oblik spomenika ustvari svjesno podsjeća na tumul koji je dao izgraditi Gaj Julije Cezar, u čast najhrabrijeg galskog plemena koji su se zvali Belgi.
Lavlji brežuljak se gradio koristeći zemlju na kojoj se odvijala bitka kod Waterlooa, uključujući polje s imanja La Haye Sainte, gdje je boravio feldmaršal Arthur Wellesley, vojvoda od Wellingtona. Lavlji brežuljak je visok 43 metra i ima opseg 520 metara, što znači da je obujam brežuljka 390 000 m3. Za posjetitelje ulaznica je 6 eura, za koju se može popeti na vrh do kipa lava, do kojeg vode 226 stepenica. Na vrhu je dostupan prikaz bitke i dalekozori za razgledavanje okolice. U podnožju se nalazi kružna zgrada Panorama, u kojoj se može pogledati velika slika bitke i raspored vojnika.
Na vrhu Lavljeg brežuljka se nalazi kip lava kojeg je sagradio Jean-François Van Geel (1756. – 1830.). Lav je uzet kao simbol s grba nizozemskih vladara i simbolizira hrabrost. Ispod šape lava se nalazi kugla, koja predstavlja veličanstvenu svjetsku pobjedu. Kip je težak 28 tona, visok 4,45 metara i dugačak 4,5 metara. Lijevan je u ljevaonici u Liègeu, odakle je dopremljen teretnim čamcem do Bruxellesa, a zatim teškim teretnim kolima s konjskom zapregom do Waterlooa. Postoji legenda da je kip izliven od topova koje su Francuzi ostavili. Kip je ustvari izliven od ljevanog željeza u 9 komada, koji su spojeni na samom gradilištu.

## Slike
- Kip lava na vrhu Lavljeg brežuljka, na mjestu gdje ranjen nizozemski princ Vilima II.
- Da bi se popeli do kipa lava treba preći 226 stepenica.
- Na vrhu Lavljeg brežuljka nalazi se kip lava.
- U podnožju se nalazi kružna zgrada "Panorama".
- Prikaz Bitke kod Waterlooa na vrhu Lavljeg brežuljka.
- Prikaz Bitke kod Waterlooa unutar "Panorame".
- Prikaz gradnje Lavljeg brežuljka.